# Meteoro Brasil
Meteoro Brasil é um canal no YouTube brasileiro sobre cultura pop, ciência e filosofia. Surgiu em abril de 2017. Ele foi criado pelo então casal de jornalistas Álvaro Borba e Ana Lesnovski.

## Histórico
Quando de sua criação, os criadores preferiram não divulgar seus nomes nos vídeos do canal, e sequer apareciam nesses, apenas fazendo a narração. Segundo informaram numa entrevista em setembro de 2017, o anonimato foi sugerido por um comentário feito no canal, o qual pedia que não mostrassem os rostos, pois isso "tiraria a magia da coisa toda". Eles queriam que o canal fosse focado em conteúdo, e não em outros aspectos do YouTube, como a fama. Todavia, no podcast dos apoiadores, os criadores tinham seus nomes listados. Os vídeos originais eram animações sobre cultura pop narradas pelo casal. Nos vídeos, Álvaro e Ana se chamavam respectivamente de “O Cara Mais Simples” e “A Mulher Mais Sábia”.
Após a eleição presidencial de 2018, o Meteoro Brasil passou a ser associado com uma nova onda de canais do YouTube liberais ou de esquerda, como Sabrina Fernandes, Felipe Neto, Lilia Schwarcz, Henry Bugalho, Cauê Moura, Pirula e Jones Manoel. Na época, o canal destacou-se pela criação de mini-documentários, o "Meteoro.exp". O canal publicava um misto de seus vídeos tradicionais sobre cultura pop e cobertura jornalística, como a greve dos caminhoneiros.
Em 2019, produziram o Meteoro por Trás da Cena em parceria com o MOV.
Embora ressaltando que não planejaram o anonimato, a identidade da dupla manteve-se desconhecida do grande público até que concederam uma entrevista para Cauê Moura em seu podcast "Poucas apresentado por Cauê Moura", em julho de 2019, onde mostraram os rostos pela primeira vez.
Em abril de 2021, o canal realizou a cobertura jornalística da Comissão Parlamentar de Inquérito (CPI) da Covid-19. A CPI era comentada pelo casal ao vivo através de livestreams, e mais tarde os principais fatos eram postados no formato convencional.
No fim de 2023, o canal terminou de montar um novo estúdio e anunciou a entrada de novos apresentadores no projeto. Em 2024, foi criado o canal TV Cringe, onde são postados vídeos com a estética antiga do Meteoro.
Em junho de 2024, o canal foi criticado por utilizar inteligência artificial para criar as artes das capas dos vídeos. O casal optou por parar de utilizar a IA depois da reação.
Em dezembro de 2024, Álvaro anunciou o fim de seu relacionamento com Ana, sua saída do projeto e a venda da casa que haviam comprado como estúdio após a remodelação do canal.

## Conteúdo
De acordo com os criadores do canal, os vídeos trabalham em três eixos, informação/serviço, educação e cultura/entretenimento. Entre os temas abordados, estão cultura pop, política, ciência e filosofia. Eles também afirmam que o plantão de notícias não é parcial, mas consciente do próprio viés. No formato consolidado, o plantão é dividido em três blocos: Manchete, informação e opinião, com uma duração de 8 a 10 minutos.

### Cobertura sobre videogames
Em maio de 2024, o canal divulgou o jogo indie Boulos 2024 e Ana afirmou que jogou Among Us com o pré-candidato à prefeitura de São Paulo Guilherme Boulos. No mesmo programa, foi divulgado o segundo Pacotão Solidário dos Devs para salvar o Rio Grande do Sul, da Ctrl Alt. O programa doou dinheiro para as vítimas das enchentes que ocorreram no estado naquele ano. No mesmo mês, abordaram o racismo em relação a Yasuke, protagonista do então recém-lançado Assassin's Creed Shadows, e os ataques ao youtuber Peter Jordan, que expôs a situação dentro da comunidade gamer. O evento foi jocosamente apelidado de "grande guerra nerdola". Em 22 de junho, o canal abordou política e videogames ao exibir o jogo Capital Fire e o apoio da extrema-direita ao Marco Legal dos Games. Em 9 de julho, o canal abordou o videogame Zeenix, da TecToy, e jogos indie presentes e apresentados na Gamescom Latam e no Festival Jogatório.

## Livro
Com o sucesso do canal, em novembro de 2019 a dupla lançou o livro Tudo o que você precisou desaprender para virar um idiota pela Editora Planeta, abordando muitas das teorias conspiratórias que se tornaram frequentes no debate público brasileiro dos últimos anos.